# ISSpresso

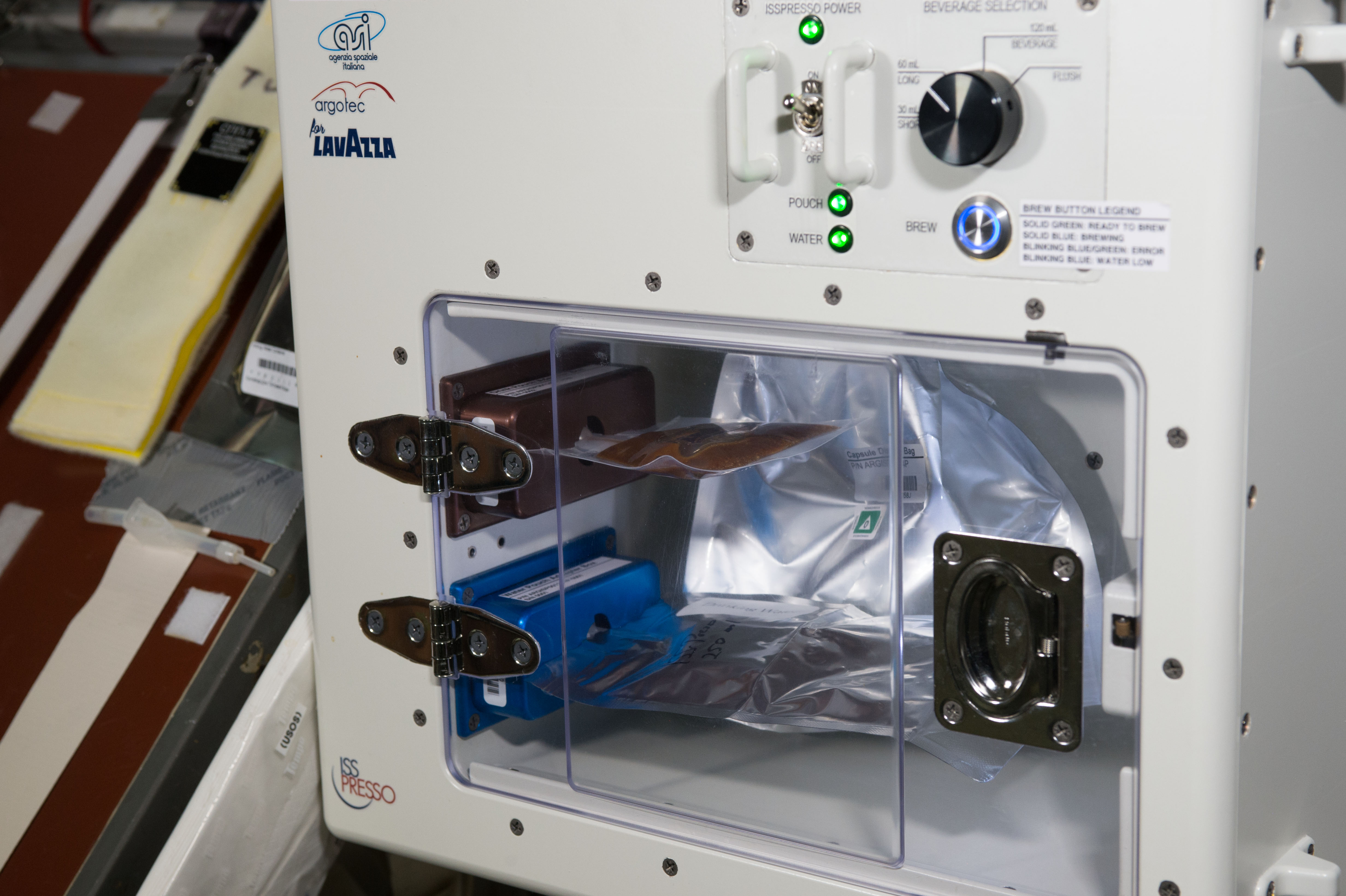
Isspresso na Mezinárodní vesmírné stanici

ISSpresso je první espresso kávovar vytvořený pro použití ve vesmíru, na Mezinárodní vesmírné stanici, firmami Argotec a Lavazza v partnerství s Italskou kosmickou agenturou. ISSpresso uvařilo první kávu ve vesmíru, kterou vypila astronautka Samantha Cristoforettiová. ISSpresso je jeden z devíti projektů vybraných Italskou kosmickou agenturou pro budoucí mise.

## Historie
V roce 2014 se firmy Argotec a Lavazza staly partnery projektu a téhož roku získaly schválení NASA k tomuto projektu, zároveň byla provedena studie funkčnosti s vytvořením některých subsystémů. Dne 14. dubna 2015 vyvezla mise SpaceX CRS-6 ISSpresso na Mezinárodní vesmírnou stanici.

## Cíle

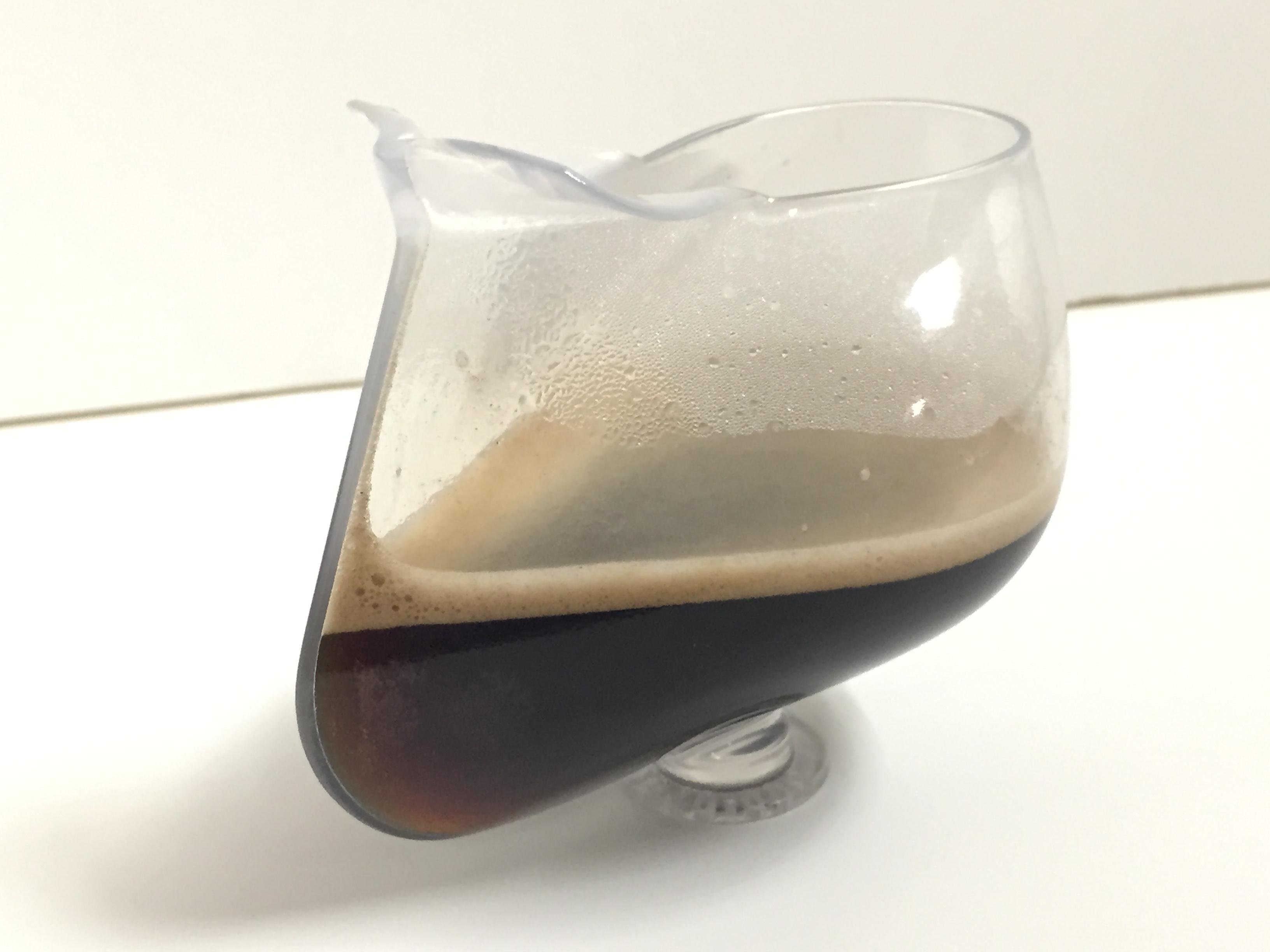
Espresso hrníček pro nulovou gravitaci který využívá kapilarity pro dopravení tekutiny do úst. Toto je obrázek ze Země pořízený v roce 2015 (na tekutinu působí gravitace)

ISSpresso je navrženo k přípravě espressa. Před tímto experimentem byla ve vesmíru dostupná pouze rozpustná káva. Astronauti mohou vybírat mezi těmito možnostmi: short black (30 ml), long black (60 ml) a teplý nápoj (čaj nebo vývar, 120 ml). Funkce vývaru umožňuje rehydrataci kosmického jídla.
ISSpresso také nabízí příležitost ke studiu některých fyzikálních jevů spojených s dynamikou tekutin při mikrogravitaci (čistých a smíšených) kapalin při vysokém tlaku a teplotě. Zvláště zajímavá byla analýza tvorby pěny s ohledem na tvorbu suché kávy, počínaje návrhem systému, který by ji dokázal vytvořit v mikrogravitaci.

## Prototypy a modely
Agrotec navrhoval stavěl a testoval ISSpresso bylo přes 18 měsíců ve čtyřech hlavních modelech:
1. Model 2-D[7] byl vytvořen pro vyzkoušení hydraulických a pneumatických systémů.
2. Elegance Model[7] byl vyvinut pro testování mechanických funkcí stroje. Mnoho mechanických součástí v tomto stroji odpovídá těm, které byly použity pro konečný přístroj.
3. Takzvaný pozemní model (anglicky Ground Model)[7] je funkčně téměř identický s letovým modelem.
4. Konečný letový model[7] obsahuje všechna nejlepší technická řešení uplatněná v předchozích modelech. Po kvalifikačních procesech certifikovala NASA letový model pro použití na palubě Mezinárodní kosmické stanice.